# Император Траян (крейсер)
«Император Траян», «Социальная революция»  — румынский пароход, во время Первой мировой войны вспомогательный крейсер типа «Румыния» Императорского Черноморского флота. Захвачен немецкими войсками в 1918 году, позднее силами Антанты и в 1919 году возвращён Румынии.

## Служба
Спущен на воду в 1906 в Сен-Назере. Строился во Франции по заказу Румынии как грузо-пассажирский пароход. Затем были переоборудован во вспомогательный крейсер. После вступления Румынии в Первую мировую войну на стороне Антанты 9 сентября 1916 года передан России. В октябре вошёл в состав Черноморского флота и были переоборудован в авиатранспорт. Участия в боевых действиях практически не принимал. В 1917 году был вооружён и вошёл в строй, приспособленный для несения гидросамолётов. «Траян» нёс охранение при высадке в Элеве. 19 февраля 1918 корабль получил революционное имя: «Социальная революция».
Ушел вечером 16 июня 1918 года из Новороссийска с частью флота не поддержавшей приказ о затоплении флота и был захвачен в Севастополе немецкими войсками.
В 1919 году был возвращён румынскому флоту.

## Командиры
- 1917 - капитан 2-го ранга Туманов, Язон Константинович